# Kofi Setordji

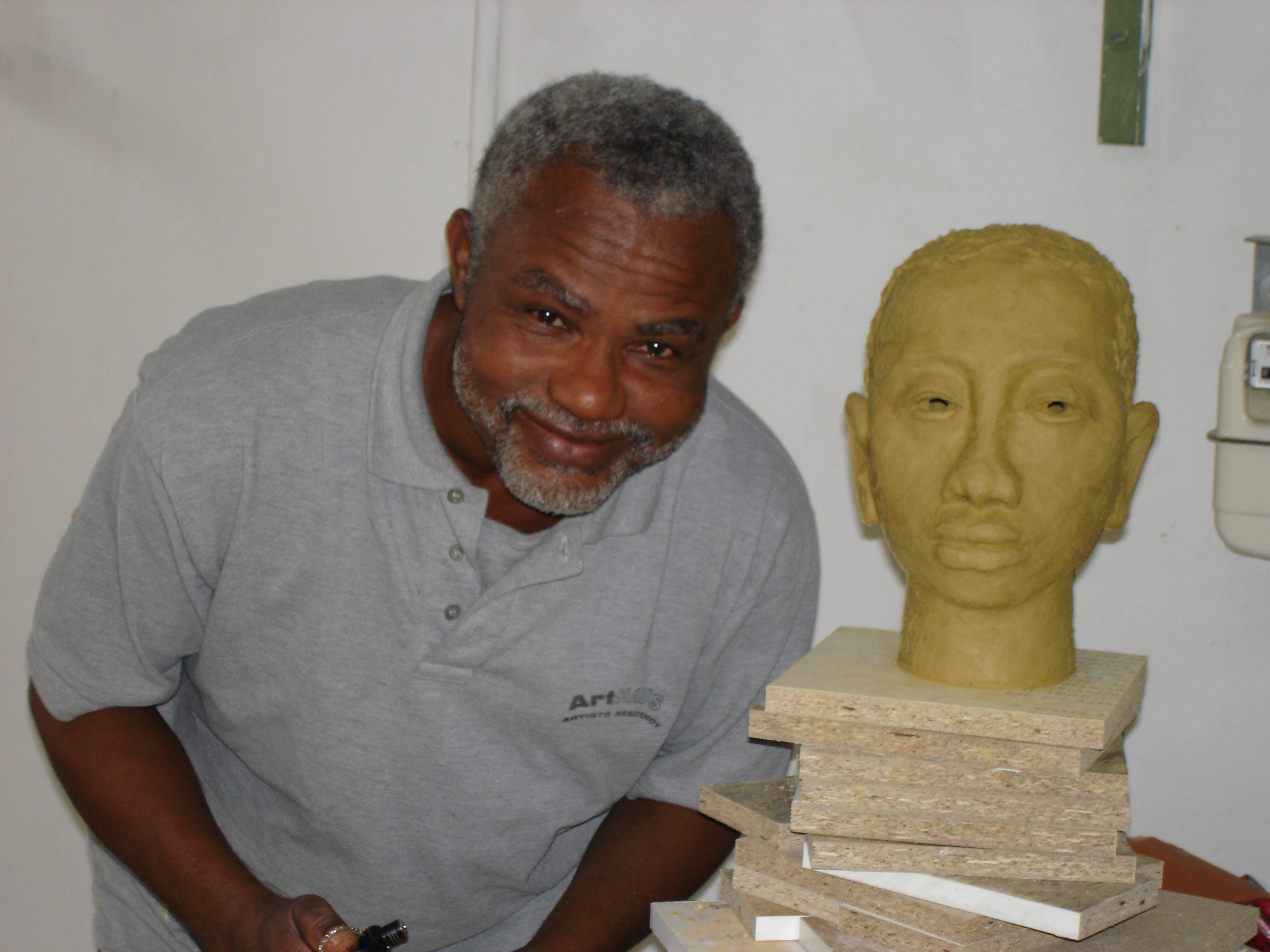
Kofi Setordji (2005), fotografiert von Stefan Eisenhofer

Kofi Setordji (* 1957 in Accra) ist ein multidisziplinärer bildender Künstler aus Ghana. Seine Arbeiten umfassen Bildhauerei, Malerei, Fotografie sowie Grafik- und Textildesign,

## Ausbildung und künstlerische Laufbahn
Kofi Setordji arbeitete als Grafiker und Plakatmaler, bevor er 1984 die Schule des Musikers, Dramatikers und Bildhauers Saka-Acquaye besuchte. Als Setordji im Jahr 1990 als "Leisure Award Sculptor of the Year" ausgezeichnet wurde, gab er seine kommerzielle Arbeit als Reklamemaler auf und konzentrierte sich in der Folge ganz auf sein eigenes künstlerisches Schaffen.
Setordji entwickelte sich in den folgenden Jahrzehnten zu einem der einflussreichsten Künstler Westafrikas mit Einzel- und Gruppenausstellungen u. a. in Frankreich, Italien, Dänemark, Deutschland, Österreich, Südafrika, der Schweiz und den Vereinigten Staaten.
Setordjis Arbeiten setzen sich mit historischen und politischen Themen auseinander, aber auch mit dem täglichen Leben und den Realitäten seiner Existenz als Mensch und Künstler in Ghana. Neben seiner Arbeit als Künstler ist Setordji Lehrer und Mentor in seinem ARThaus-Komplex in Accra, wo er Studenten, Künstlerkollegen und Kuratoren aus der ganzen Welt einlädt, um gemeinsam zu schaffen, zu debattieren und zu diskutieren.
Setordji fertigt seine Skulpturen aus Holz, Metall, Bronze, Terrakotta und Stein. Im Auftrag seiner Heimatstadt Accra schuf er Entre Amies (Zwischen Freunden), eine fünf Meter hohe Skulptur für das Nationaltheater von Ghana. Große internationale Reputation erlangte Setordji durch seine monumentale Multimedia-Installation "Genocide Monument", die er als Reaktion auf den Völkermord in Ruanda geschaffen hat und die zu einem überzeitlichen Mahnmal für die ständigen Gewalttaten und Verbrechen gegen die Menschlichkeit auf der Welt geworden ist.

## Ausstellungen (Auswahl)
2004: Genocide Monument - Die Wunden der Erinnerung (Museum Fünf Kontinente München / damals Staatliches Museum für Völkerkunde München - in Kooperation mit dem Evangelischen Entwicklungsdienst Deutschland).